# Paaspop
Das Paaspop ist ein dreitägiges Musikfestival, das seit 1978 jedes Jahr zu Ostern im niederländischen Ort Schijndel (Gemeinde Meierijstad) in der Provinz Nordbrabant stattfindet. Der Schwerpunkt des Festivals liegt im Bereich der Pop- und Rockmusik, wobei ein großer Anteil der Musiker aus den Niederlanden kommt.

## Geschichte
Das Festival fand erstmals 1978 in kleinerem Maßstab statt. Diese Veranstaltung fand in dem inzwischen nicht mehr vorhandenen Gemeinschaftshaus D’n Herd statt, wurde jedoch später in die Pferderennbahn De Molenheide verlegt, wo es seit 15 Jahren regelmäßig durchgeführt wird.

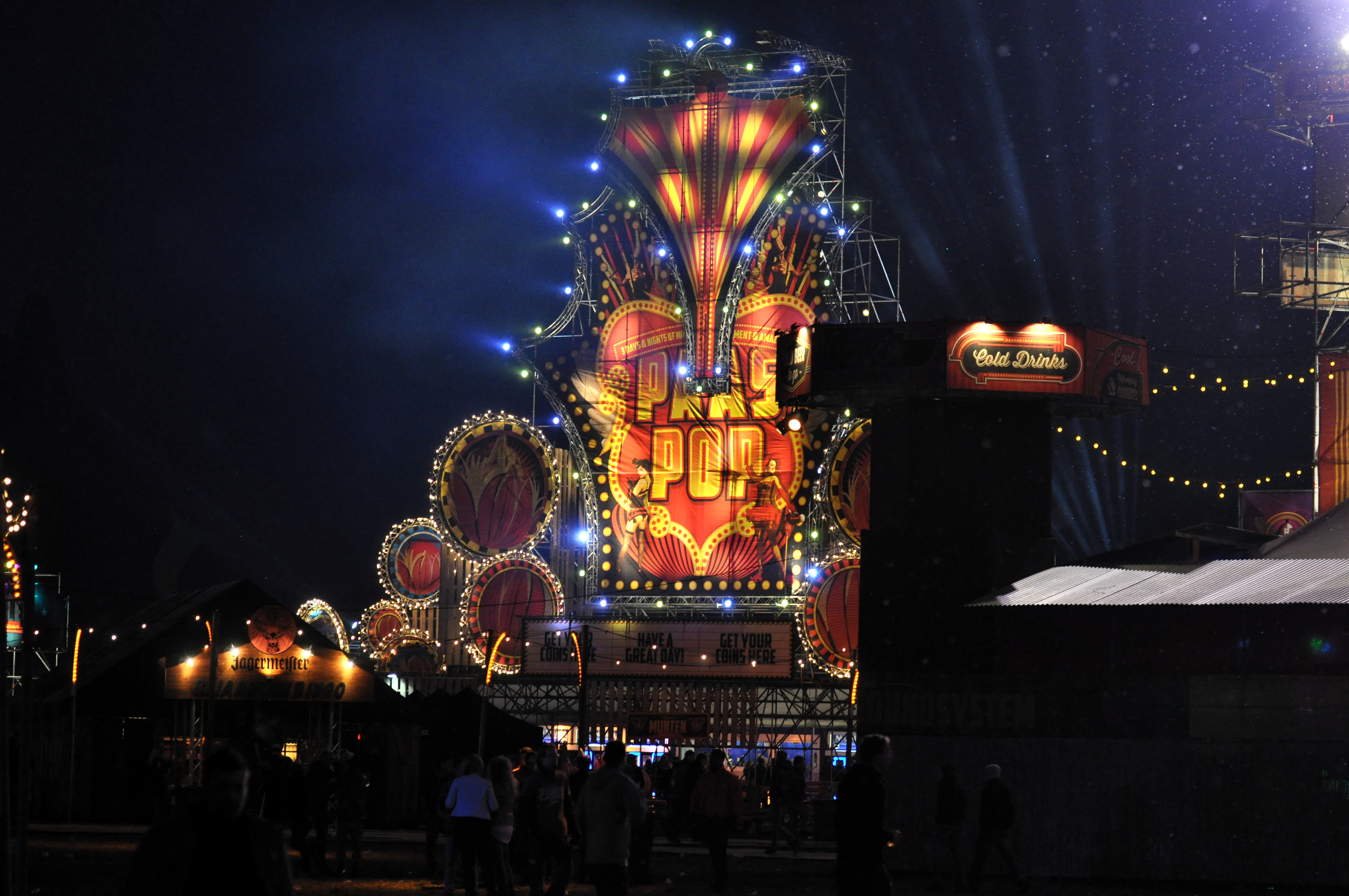
Impression vom Paaspop 2013

1985 startete das Festival erstmals am Ostersonntag, wodurch das offizielle Paaspop entstand. Ab 1996 zog das Musikfest in ein großes Zirkuszelt um, das sich nahe der Rennbahn De Molenheide befand. 2011 wurde das Paaspop auf drei Tage ausgeweitet, außerdem kamen drei Bühnen hinzu. In dem Jahr verzeichnete das Paaspop mit 41.000 Besuchern einen Besucherrekord, der im Folgejahr 2012 auf 51.000 Besucher gesteigert werden konnte.
Im Jahr 2018 konnte ein neuer Besucherrekord verzeichnet werden: 81.000.

## Belege
1. ↑  Rob Jansen: Weer recordeditie voor Paaspop. Omroep Brabant, 24. April 2011; Abgerufen: 5. Oktober 2012.
2. ↑  Tom Kooken: 51.000 bezoekers bij Paaspop in Schijndel. Omroep Brabant, 8. April 2012; Abgerufen: 5. Oktober 2012.
3. ↑  44e editie Paaspop trekt recordaantal bezoekers. 22. April 2019, abgerufen am 20. Juni 2022 (niederländisch).